# Ravens Mountains
Ravens Mountains är ett berg i Antarktis. Det ligger i Östantarktis. Australien gör anspråk på området. Toppen på Ravens Mountains är 1 564 meter över havet.
Terrängen runt Ravens Mountains är kuperad, och sluttar söderut. Trakten är obefolkad. Det finns inga samhällen i närheten. 